# Xian de Xi (Henan)
Pour les articles homonymes, voir Xi (homonymie).
Le xian de Xi (息县 ; pinyin : Xī Xiàn) est un district administratif de la province du Henan en Chine. Il est placé sous la juridiction de la ville-préfecture de Xinyang.

## Démographie
La population du district était de 398 862 habitants en 1999.